# Сагайдак Андрій Васильович (футболіст)
Андрій Васильович Сагайдак (нар. 2 січня 1989, Лівчиці, Жидачівський район, Львівська область) — український футболіст, захисник «Буковини».

## Біографія
Футболом розпочав займатися у Жидачівській ДЮСШ. Перший тренер — Володимир Сапуга. В ЛУФК займався у групі відомого дитячого тренера Олега Родіна..
Професійну кар'єру розпочав 2006 року у львівських «Карпати», проте перші два сезони виступав за другу команду, яка виступала у другій лізі.
З літа 2008 року був переведений до головної команди, проте виступав лише в чемпіонаті дублерів. Лише 23 травня 2009 року Сагайдак дебютував у Прем'єр-лізі України в матчі проти київського «Арсенала», який завершився розгромною перемогою «канонірів» з рахунком 4:0. Сагайдак відіграв перший тайм, після чого був замінений Тарасом Петрівським.
24 лютого 2011 року перейшов в першоліговий одеський «Чорноморець» в оренду на 6 місяців із львівських «Карпат» з правом викупу. «Морякам» Сагайдак допоміг зайняти друге місце в першій лізі і повернутися до еліти, проте по закінченню строку оренди викупати контракт футболіста одесити на стали.
В серпні 2011 року Сагайдак перейшов до івано-франківського «Прикарпаття», де відразу став основним гравцем команди.
Через хорошу гру футболіста помітив лідер першої ліги ужгородська «Говерла-Закарпаття», куди футболіст і перейшов у лютому 2012 року і в першому ж сезоні допоміг команді виграти першу лігу і повернутись до Прем'єр-ліги. Проте на початку липня 2012 року в команді відбулися серйозні кадрові зміни і стало відомо, що Сагайдак покинув закарпатський клуб.
В липні 2012 року підписав контракт з новачком першої ліги «Полтава».

## Досягнення
- Переможець першої ліги: 2011/12
- Срібний призер першої ліги: 2010/11